# Lista de recordes da NHL
Atualizados até a temporada 2009-10

## Recordes individuais
- Mais temporadas disputadas: Gordie Howe, 26 - (1946-47 a 1970-71, 1979-80)
- Mais playoffs disputados: Chris Chelios, 24 - (1983–84 a 2008–09, exceto 1997–98)
- Mais jogos disputados: Mark Messier, 1992
- Mais jogos consecutivos: Doug Jarvis, 964 (8 de outubro de 1975 a 10 de outubro de 1987)
- Jogador mais velho a disputar uma partida: Gordie Howe, 52 anos e 11 dias
- Maior vencedor de Stanley Cups: Henri Richard, Montreal Canadiens, 11
- Maior goleador: Wayne Gretzky, 1016
- Mais gols em uma temporada: Wayne Gretzky, 100 (1983–84)
- Mais gols em um jogo: Joe Malone, 7 (31 de janeiro de 1920)
- Mais assistências: Wayne Gretzky, 2223
- Mais assistências em uma temporada: Wayne Gretzky, 174 (1985-86)
- Mais pontos: Wayne Gretzky, 3239
- Mais pontos em uma temporada: Wayne Gretzky, 255 (1984-85)